# Adolfas Mekas
Adolfas Mekas (30 de setembre de 1925 - 31 de maig de 2011) va ser un cineasta, escriptor, director, editor, actor i educador estatunidenc nascut a Lituània. Amb el seu germà Jonas Mekas, va fundar la revista Film Culture, així com la The Film-Makers' Cooperative i es va relacionar amb George Maciunas i el moviment artístic Fluxus en els seus inicis. Va fer diversos curtmetratges, que van culminar amb el llargmetratge Hallelujah the Hills el 1963, que es va projectar al Festival Internacional de Cinema de Canes d'aquell any i ara es considera un clàssic del Cinema dels Estats Units.

## Primers anys
Mekas va néixer en una granja a Semeniškiai, Lituània, fill d'Elzbieta (Jašinskaitė) i Povilas Mekas. La seva germana era Elžbieta i els seus germans eren Povilas, Petras , Kostas i Jonas. Adolfas era el més petit de la família.
El juliol de 1944, Adolfas i el seu germà Jonas van fugir de l'Exèrcit Roig que s'acostava, dirigint-se a l'oest en un intent d'arribar a la Suïssa neutral, amb papers falsificats d'estudiants de la Universitat de Viena. El seu tren va ser redirigit i van passar vuit mesos en un camp de treballs forçats prop d'Hamburg, i després van entrar a diversos campaments de desplaçats. Mentre estava a Alemanya, Adolfas va assistir a classes de literatura i d'arts teatrals i filosofia a Magúncia, on també va escriure i va publicar contes, novel·les i llibres infantils. Havent-se-li negat l'entrada a Israel, Nova Zelanda i Canadà, Mekas va ser enviat com a refugiat als Estats Units, on va arribar amb el seu germà a finals de 1949.

## Primers anys als Estats Units
A la primavera de 1950 va comprar una càmera Bolex de 16 mm i es va dedicar a la fotografia. Al mateix temps, va escriure més de 50 guions i va assistir a projeccions de pel·lícules al Museum of Modern Art, Cinema 16, Thalia, Stanley i altres llocs. Es va mantenir amb una varietat de feines, incloent rentar plats i treballar com a capatàs en una fàbrica de Castro Convertible. Va ser reclutat a l'Exèrcit dels Estats Units durant la Guerra de Corea, on va ser assignat al Cos de senyals, i va navegar cap a França el setembre de 1951. Al seu retorn als Estats Units des d'Europa el 1953, va continuar escrivint i filmant amb el seu germà Jonas. Tot i que els germans es van apropar a molts cineastes independents, cap va ser interessada a col·laborar en el projecte. Van continuar buscant una ubicació a Manhattan durant més d'un any, sense èxit. El 1954 van iniciar una societat cinematogràfica, Film Forum. Mekas va escriure sobre el període "Vam mostrar pel·lícules a les escoles públiques i al Carl Fischer Hall al carrer 57, allà on vam poder, fins que vam fer fallida a la meitat de la segona sèrie de pel·lícules més tard l'any just a temps per començar la revista Film Culture, el primer número de la qual va sortir el desembre de 1954." Adolfas va ser editor de Film Culture fins a 1968.
Juntament amb el seu germà a principis dels anys 50, Adolfas va escriure, dirigir i fotografiar una sèrie de pel·lícules que no es van acabar mai, inclòs el seu primer guió el 1950: Lost, Lost, Lost, Lost, que més tard es va anomenar Lost, Lost, Lost, i el 1951, Grand Street, ambdues pel·lícules van documentar el destí de persones desplaçades, vells i nous immigrants a Brooklyn. L'any 1953, juntament amb Jonas, va escriure, dirigir i editar un romanç ombrívol anomenat Silent Journey, en el qual va tenir un paper principal. El 1955, amb Jonas i Edouard de Laurot, va començar Film Essay, una parodia de la pel·lícula d'avantguarda americana d'aquella època
Durant aquests anys, va fer viatges curts al Canadà per visitar amics i trobar material per a la novel·la que estava escrivint, A Canadian Romance. El 1958 va deixar Nova York per passar un any a Oaxaca, Mèxic. Vivint amb 1 dolar al dia, era lliure d'escriure, i va escriure contes, que més tard es van publicar, i va començar obres més llargues, sobretot la seva obra diària George the Man. Mentre estava a Mèxic, va acabar el guió de Hallelujah the Hills. El 1959 va tornar als Estats Units i a la lluita diària per viure i crear i expressar les necessitats del creixent moviment de cineastes independents i avantguardistes a Nova York.
El 28 de setembre de 1960, Adolfas, Jonas i el productor Lew Allen van acollir un grup de 20 cineastes independents al Producers Theatre de West 16th Street i per vot unànime es van unir a l'organització lliure i oberta del New American Cinema. La segona reunió va tenir lloc el 30 de setembre al Bleecker Street Cinema i es va llegir, discutir i aprovar el primer esborrany de la declaració d'objectius, que posteriorment es va publicar a Film Culture. Posteriorment, va tenir lloc una tercera i quarta reunió, que va portar a la creació el 1962 de la Film-makers' Cooperative, una organització de distribució per a la difusió de pel·lícules independents, experimentals i avantguarda. El grup de Nova York incloïa, entre d'altres, Lionel Rogosin, Shirley Clarke, Robert Frank, Maya Deren, Peter Bogdanovich i Daniel Talbot.

## Anys mitjans als Estats Units
El 1961 Jonas va començar a rodar Guns of the Trees. Mekas el va ajudar en totes les etapes de producció, escriptura i edició, i va interpretar un dels papers principals de la pel·lícula. Altres actors van ser Ben Carruthers, Frances Stillman i Argus Speare Juilliard. La polèmica pel·lícula va ser considerada com un "manifest poètico-polític".
El 1963 la pel·lícula de Mekas Hallelujah the Hills va ser l'èxit sorpresa del Festival de Canes. Posteriorment, va ser convidat a 27 festivals de cinema, incloent el primer Festival de Cinema de Nova York, el Festival de Londres, el Festival Internacional de Cinema de Montreal, el Festival de Cinema de Mannheim i el Festival de Cinema de Bombai; va guanyar el Pardo de Plata al Festival Internacional de Cinema de Locarno.
El 1964 Mekas va ser contractat com a coordinador de postproducció i editor de la comèdia dramàtica independent Goldstein, codirigida per Ben Manaster i Philip Kaufman.
El mateix any, Mekas va editar imatges de so i pel·lícules fetes pel germà Jonas d'una actuació de The Brig, dirigida per Judith Malina. Va ser seleccionat per al New York Film Festival, el Festival de Londres, el Festival de Moscou i altres i va obtenir el primer premi al Festival de Venècia en la categoria de documentals.
El març de 1964 va conèixer Pola Chapelle, que es va convertir en la seva dona. Es van separar abans del seu matrimoni per la producció del seu segon llargmetratge, The Double Barreled Detective Story, però mai més durant la seva llarga vida junts. Una rèplica de la ciutat del segle XIX es va construir als afores de Johnstown (Pennsylvania), per a la ubicació de la pel·lícula. El guió es va basar en un conte de Mark Twain i fou protagonitzada per Hurd Hatfield i Greta Thyssen. Malgrat l'actuació de Hurd Hatfield, hi va haver problemes amb la producció des del principi, i Mekas mai va arribar a fer un tall final. Els productors li van treure la pel·lícula de les mans i es van negar a estrenar-la. No obstant això, amb l'ajuda dels seus amics, va poder portar una còpia al Festival de Cinema de Venècia de 1965.
El mateix any, Mekas va dirigir Pola Chapelle en una breu paròdia de pel·lícules d'art italianes de l'època, escrita per Peter Stone per a l'espectacle de Broadway Skyscraper protagonitzat per Julie Harris i Charles Nelson Reilly.
Després del seu matrimoni el 1965 i durant la resta de la dècada de 1960, Adolfas va escriure i lliurar els seus guions a agents i productors mentre treballava com a editor i/o coordinador de postproducció en diverses pel·lícules independents, incloses les pel·lícules softcore de Joe Sarno, Wild World of Sports d'ABC-TV i alguns musicals de televisió. Va ser animat per Howard Hausman de l'Agència William Morris, que havia vist Hallelujah the Hills havia fet més d'uns quants intents de posar els guions de Mekas en mans de productors independents que entenguessin el seu estil. Encara que tres dels seus guions van romandre en consideració a Warner Brothers durant uns quants anys, mai no se'n va produir cap.
El 1967, amb un pressupost molt ajustat, Adolfas va fer una pel·lícula en blanc i negre de 16 mm a partir del seu propi guió, Windflowers, Elegy for a Draft Dodger.
Poc després de la finalització de Windflowers, Adolfas va ser contactat pel Governador Harold E. Hughes d’Iowa i el seu personal. Després d'una entrevista amb el governador, se li va donar la feina de crear anuncis promocionals per a la campanya de Hughes per al Senat dels Estats Units. Va produir 35 anuncis de televisió per a la campanya electoral d'Hughes, que finalment va tenir èxit.
El 1968 Mekas va escriure, dirigir i protagonitzar un curt de 3 minuts titulat Interview with the Ambassador from Lapland. Va ser fotografiat per Jonas, amb l'ajuda de Shirley Clarke en el so. Va ser produït per Pola Chapelle.
El 1969, Mekas va fotografiar i editar Fishes in Screaming Water produït per Pola Chapelle per al Primer Festival Internacional de CatFilm – INTERCAT '69 – que va fundar.
Va editar i subtitular Companeras and Companeros l'any 1970. Es tractava d'un llargmetratge documental, rodat a Cuba per David i Barbara Stone. Va editar tres versions, una per als Estats Units, una per a Europa i una per a Cuba.
El 1972, ajudat per Pola Chapelle, va completar una pel·lícula autobiogràfica que documentava el seu retorn a Lituània després d'una absència de 27 anys. Going Home va ser convidada al Festival de Cinema de Nova York i a molts altres festivals aquell any. Va formar part de la Conferència sobre Antropologia Visual a la Temple University l'any 1974 i va ser escollit pel Museum of Modern Art per ser projectat a la seva exposició de Cinema antropològic, que va fer una gira internacional de 1975 a 1977.

## Els anys Bard

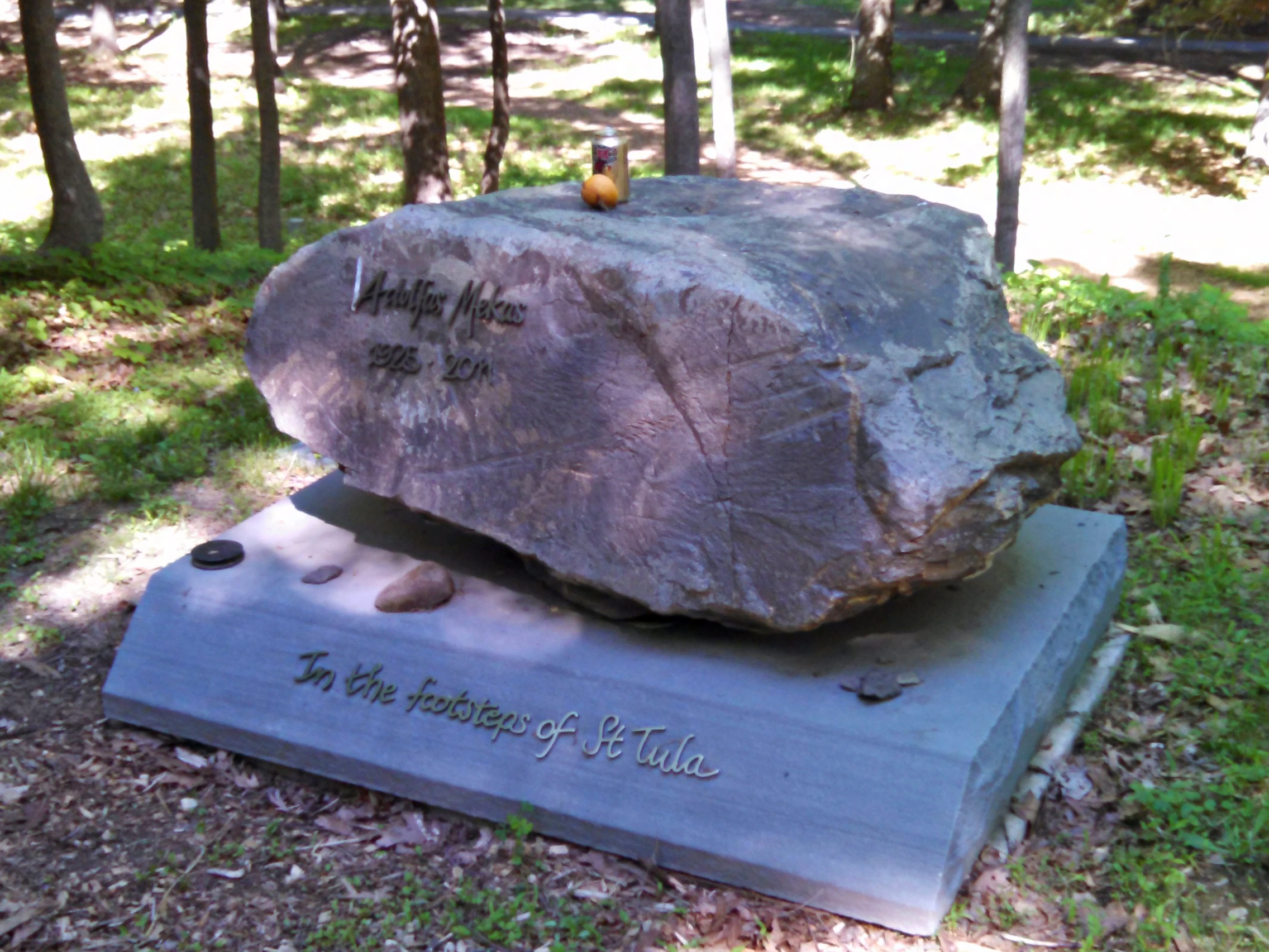
Tomba d'Adolfas Mekas al cementiri del Bard College a Annandale-on-Hudson (Nova York)

El 3 de juliol de 1971, Mekas va rebre un contracte d'ensenyament del Bard College. Poc després, va començar a organitzar el nou Departament de Cinema. En un primer moment va negar el mandat, va iniciar una campanya creient que, si se li donava el càrrec, el mateix Departament de Cinema seria titular. Armat amb cartes de col·legues del món del cinema i antics estudiants, va tenir èxit i el 1979 se li va concedir la titularitat. Mekas, Chapelle i el seu fill Sean Mekas, un artista de l'estat de Nova York, es van traslladar a la Hudson Valley, on es va dedicar a ensenyar. Adolph's, un pub proper també conegut localment com "Down The Road", es va convertir en la seva sala de seminaris fora de l'horari.
El departament de cinema només disposava d'un pressupost molt reduït. Mekas no es va desanimar i, un cop l'any, llogava un camió i, juntament amb Pola, va visitar amics del cinema a la ciutat de Nova York. Als laboratoris dels seus amics van buscar bobines, bobines dividides, nuclis, visors, projectors i, ocasionalment, una moviola, que van portar al Bard College Film Center. La manca de finançament adequat del departament va treballar per dinamitzar Mekas i els seus estudiants de maneres innovadores. Per exemple, per recaptar fons per a projectes sèniors de cinema va fer subhastes a l'hora de dinar fora dels menjadors comuns del campus. El departament de cinema era petit, però era actiu i visible. Durant els seus anys com a president, Adolfas va portar al Departament de Cinema de Bard alguns dels cineastes independents i experimentals més destacats, com ara Bruce Baillie, Ernie Gehr, Andrew Noren, Barry Gerson, Peter Hutton i Peggy Ahwesh i els historiadors i teòrics del cinema Paul Arthur, P. Adams Sitney. John Pruitt i professors convidats com Ken Jacobs, Sidney Peterson, Shirley Clarke i George Kuchar. El Departament de Cinema va créixer en alçada fins a convertir-se en un departament de cinema molt respectat.
P. Adams Sitney escriu: "El que es va conèixer com el Departament de Cinema del Poble va ser el teatre de travessia [de Mekas]; fins i tot ell es va sorprendre amb els seus enormes dots didàctics, la seva sorprenent habilitat administrativa i la seva incessant font d'invenció còmica. l'educació i el seu menyspreu gairebé total pel decòrum acadèmic el van convertir en el professor ideal. Enlloc de l'arxiu del cinema no hi ha un personatge inventat que pogués acostar-se a la brillant, adorable i escandalosa travessia que constantment va convertir les seves aules en escenaris de màgia. Va ensenyar a generacions com veure i actuar".
L'estiu de 1971, mentre visitava Itàlia després del seu primer viatge de tornada a la casa que havia deixat a Lituània, Mekas va tenir una visió de Santa Tula. En aquell moment no tenia nom per ella, però va fer una foto i la va mostrar. al Departament de Cinema. Poc després, escrit sota la seva foto al Carriage House, es va veure "St. Tula adora la teva pel·lícula. Encara que ningú més ho faci". El nom va quedar enganxat i es va construir un altar. Algun temps després es van publicar les "Sayings of St. Tula".
A més de presidir el Departament de Cinema i impartir cursos de cinema fins al 2004, el 1981 va cofundar la Milton Avery Graduate School of the Arts al Bard College i va dirigir el programa MFA del '83 al '89. També va impartir cursos de cinema a l'Escola d'Arts Visuals de la ciutat de Nova York i va ser professor visitant a moltes institucions d'arreu del país.
Adolfas Mekas va morir a primera hora del matí del 31 de maig de 2011. Al costat del seu llit estava el seu tractament per al docudrama fantàstic que faria sobre la vida i la mort per foc del poeta, filòsof napolità, anomenat heretge Giordano Bruno. La va anomenar Bruno the first Beatnik.

## Filmografia parcial
- Lost, Lost, Lost (1950) amb el seu germà Jonas, inacabada
- Grand Street (1951) amb el seu germà Jonas, inacabada
- Silent Journey (1953) amb el seu germà Jonas, inacabada
- Antifilm #2 (1953)
- Inca (1954) lost
- Film Essay (1955) amb el seu germà Jonas, inacabada
- Sunday Junction (1958) amb el seu germà Jonas, inacabada
- Guns of the Trees (1961)
- Hallelujah The Hills (1963)
- Goldstein (1964) editor
- The Brig (1964)
- The Double Barreled Detective Story (1965)
- Skyscraper (1965)
- The Swap and How They Make It (1966) editor, coordinació de post producció i tràilers ("hot" & "cool" versions)
- The Love Merchant (1966) editor
- Mimi Benzell (1966)
- Building for the Future (1966)
- A Matter of Baobab (1966)
- Step Out of Your Mind (1966) editor
- Windflowers – Elegy for a Draft Dodger (1967)
- Hawaii Ho! (1968) editor & coordinador de postproducció
- Interview with the Ambassador from Lapland, Time-Life Newsreel (1967)
- Sweet Victory (1968)
- Fishes in Screaming Water (969) editor
- Companeros and Companeras (1970)
- A Matter of Baobab, First Growth (1970)
- Those Memory Years (1970) editor
- A Weekend With Strangers (1970) editor
- Up Your Leg (Yoko Ono in 1970) editor
- A Science Fiction Film in the Latter Twentieth Century (1971) mànager de producció
- Going Home (1972)
- How to Draw a Cat (1973)

## Obres publicades
- Mekas, Adolfas, and Jonas Mekas. Iš Pasaku Krašto: Rinktinės Ivairių tautų Pasakos. Vilnius: Dominicus Lituanus, 2013.
- "In August 2009..." 222 autobiographies de Robert Kaplan by his friends – page 469. Association Locus Solus, 2011
- Idylls of Šemeniskiai – Adolfas translated from Lithuanian to English this epic poem by Jonas. Hallelujah Editions 2007
- When the Turtles Collapse by Adolfas Mekas and Pola Chapelle, 1999 Hallelujah Editions 2005
- Nailing the Coffin, by Adolfas Mekas and Jonathan Shipman, 1981 Hallelujah Editions 2005
- The Father, the Son and a Holy Cow by Adolfas Mekas, 1999 Hallelujah Editions 2005
- Hallelujah les Collines (screenplay of "Hallelujah the Hills") L'Avant Scene, No. 64, 1966.
- "Soldiers Fought Bravely to Enter the city". (Short story) Bread&, No 2, 1962; Motive, Vol XXII, No. 3, 1962
- "A Letter From Mexico or a Film Between Two Mafias". Film Culture 20 (1959): 72–79. Print.
- "Chapter XV". (Excerpt from a novel.) Bread&, No 1, 1958.
- Proza II. Collected short stories. Gabija, 1951, in Lithuanian. (from 1945–52 published numerous literary and journalistic articles in various Lithuanian periodicals)
- Proza I. Collected short stories. Žvilgsniai, 1949, in Lithuanian.
- Une Reverence. Poems in prose. Žvilgsniai, 1948, in Lithuanian.
- Knyga Apie Karalius ir Žmones (A Book About Kings and People). Collected short stories. Patria, 1947, in Lithuanian; published again by Humanitas in 1994.
- Iš Svetimo Krašto (From a Foreign Country). Stories for children. Giedra, 1947, in Lithuanian.
- Trys Broliai (Three Brothers). Stories for children. Giedra, 1946, in Lithuanian.